# Hedgehog (scacchi)
|   | h | g | f | e | d | c | b | a |   |
| 1 | h2 pedone del bianco · g2 pedone del bianco · f2 pedone del bianco · b2 pedone del bianco · a2 pedone del bianco · e4 pedone del bianco · c4 pedone del bianco · f6 cavallo del nero · e6 pedone del nero · d6 pedone del nero · b6 pedone del nero · a6 pedone del nero · h7 pedone del nero · g7 pedone del nero · f7 pedone del nero · e7 alfiere del nero · d7 cavallo del nero · c7 donna del nero · b7 alfiere del nero · g8 re del nero · e8 torre del nero · c8 torre del nero | h2 pedone del bianco · g2 pedone del bianco · f2 pedone del bianco · b2 pedone del bianco · a2 pedone del bianco · e4 pedone del bianco · c4 pedone del bianco · f6 cavallo del nero · e6 pedone del nero · d6 pedone del nero · b6 pedone del nero · a6 pedone del nero · h7 pedone del nero · g7 pedone del nero · f7 pedone del nero · e7 alfiere del nero · d7 cavallo del nero · c7 donna del nero · b7 alfiere del nero · g8 re del nero · e8 torre del nero · c8 torre del nero | h2 pedone del bianco · g2 pedone del bianco · f2 pedone del bianco · b2 pedone del bianco · a2 pedone del bianco · e4 pedone del bianco · c4 pedone del bianco · f6 cavallo del nero · e6 pedone del nero · d6 pedone del nero · b6 pedone del nero · a6 pedone del nero · h7 pedone del nero · g7 pedone del nero · f7 pedone del nero · e7 alfiere del nero · d7 cavallo del nero · c7 donna del nero · b7 alfiere del nero · g8 re del nero · e8 torre del nero · c8 torre del nero | h2 pedone del bianco · g2 pedone del bianco · f2 pedone del bianco · b2 pedone del bianco · a2 pedone del bianco · e4 pedone del bianco · c4 pedone del bianco · f6 cavallo del nero · e6 pedone del nero · d6 pedone del nero · b6 pedone del nero · a6 pedone del nero · h7 pedone del nero · g7 pedone del nero · f7 pedone del nero · e7 alfiere del nero · d7 cavallo del nero · c7 donna del nero · b7 alfiere del nero · g8 re del nero · e8 torre del nero · c8 torre del nero | h2 pedone del bianco · g2 pedone del bianco · f2 pedone del bianco · b2 pedone del bianco · a2 pedone del bianco · e4 pedone del bianco · c4 pedone del bianco · f6 cavallo del nero · e6 pedone del nero · d6 pedone del nero · b6 pedone del nero · a6 pedone del nero · h7 pedone del nero · g7 pedone del nero · f7 pedone del nero · e7 alfiere del nero · d7 cavallo del nero · c7 donna del nero · b7 alfiere del nero · g8 re del nero · e8 torre del nero · c8 torre del nero | h2 pedone del bianco · g2 pedone del bianco · f2 pedone del bianco · b2 pedone del bianco · a2 pedone del bianco · e4 pedone del bianco · c4 pedone del bianco · f6 cavallo del nero · e6 pedone del nero · d6 pedone del nero · b6 pedone del nero · a6 pedone del nero · h7 pedone del nero · g7 pedone del nero · f7 pedone del nero · e7 alfiere del nero · d7 cavallo del nero · c7 donna del nero · b7 alfiere del nero · g8 re del nero · e8 torre del nero · c8 torre del nero | h2 pedone del bianco · g2 pedone del bianco · f2 pedone del bianco · b2 pedone del bianco · a2 pedone del bianco · e4 pedone del bianco · c4 pedone del bianco · f6 cavallo del nero · e6 pedone del nero · d6 pedone del nero · b6 pedone del nero · a6 pedone del nero · h7 pedone del nero · g7 pedone del nero · f7 pedone del nero · e7 alfiere del nero · d7 cavallo del nero · c7 donna del nero · b7 alfiere del nero · g8 re del nero · e8 torre del nero · c8 torre del nero | h2 pedone del bianco · g2 pedone del bianco · f2 pedone del bianco · b2 pedone del bianco · a2 pedone del bianco · e4 pedone del bianco · c4 pedone del bianco · f6 cavallo del nero · e6 pedone del nero · d6 pedone del nero · b6 pedone del nero · a6 pedone del nero · h7 pedone del nero · g7 pedone del nero · f7 pedone del nero · e7 alfiere del nero · d7 cavallo del nero · c7 donna del nero · b7 alfiere del nero · g8 re del nero · e8 torre del nero · c8 torre del nero | 1 |
| 2 | h2 pedone del bianco · g2 pedone del bianco · f2 pedone del bianco · b2 pedone del bianco · a2 pedone del bianco · e4 pedone del bianco · c4 pedone del bianco · f6 cavallo del nero · e6 pedone del nero · d6 pedone del nero · b6 pedone del nero · a6 pedone del nero · h7 pedone del nero · g7 pedone del nero · f7 pedone del nero · e7 alfiere del nero · d7 cavallo del nero · c7 donna del nero · b7 alfiere del nero · g8 re del nero · e8 torre del nero · c8 torre del nero | h2 pedone del bianco · g2 pedone del bianco · f2 pedone del bianco · b2 pedone del bianco · a2 pedone del bianco · e4 pedone del bianco · c4 pedone del bianco · f6 cavallo del nero · e6 pedone del nero · d6 pedone del nero · b6 pedone del nero · a6 pedone del nero · h7 pedone del nero · g7 pedone del nero · f7 pedone del nero · e7 alfiere del nero · d7 cavallo del nero · c7 donna del nero · b7 alfiere del nero · g8 re del nero · e8 torre del nero · c8 torre del nero | h2 pedone del bianco · g2 pedone del bianco · f2 pedone del bianco · b2 pedone del bianco · a2 pedone del bianco · e4 pedone del bianco · c4 pedone del bianco · f6 cavallo del nero · e6 pedone del nero · d6 pedone del nero · b6 pedone del nero · a6 pedone del nero · h7 pedone del nero · g7 pedone del nero · f7 pedone del nero · e7 alfiere del nero · d7 cavallo del nero · c7 donna del nero · b7 alfiere del nero · g8 re del nero · e8 torre del nero · c8 torre del nero | h2 pedone del bianco · g2 pedone del bianco · f2 pedone del bianco · b2 pedone del bianco · a2 pedone del bianco · e4 pedone del bianco · c4 pedone del bianco · f6 cavallo del nero · e6 pedone del nero · d6 pedone del nero · b6 pedone del nero · a6 pedone del nero · h7 pedone del nero · g7 pedone del nero · f7 pedone del nero · e7 alfiere del nero · d7 cavallo del nero · c7 donna del nero · b7 alfiere del nero · g8 re del nero · e8 torre del nero · c8 torre del nero | h2 pedone del bianco · g2 pedone del bianco · f2 pedone del bianco · b2 pedone del bianco · a2 pedone del bianco · e4 pedone del bianco · c4 pedone del bianco · f6 cavallo del nero · e6 pedone del nero · d6 pedone del nero · b6 pedone del nero · a6 pedone del nero · h7 pedone del nero · g7 pedone del nero · f7 pedone del nero · e7 alfiere del nero · d7 cavallo del nero · c7 donna del nero · b7 alfiere del nero · g8 re del nero · e8 torre del nero · c8 torre del nero | h2 pedone del bianco · g2 pedone del bianco · f2 pedone del bianco · b2 pedone del bianco · a2 pedone del bianco · e4 pedone del bianco · c4 pedone del bianco · f6 cavallo del nero · e6 pedone del nero · d6 pedone del nero · b6 pedone del nero · a6 pedone del nero · h7 pedone del nero · g7 pedone del nero · f7 pedone del nero · e7 alfiere del nero · d7 cavallo del nero · c7 donna del nero · b7 alfiere del nero · g8 re del nero · e8 torre del nero · c8 torre del nero | h2 pedone del bianco · g2 pedone del bianco · f2 pedone del bianco · b2 pedone del bianco · a2 pedone del bianco · e4 pedone del bianco · c4 pedone del bianco · f6 cavallo del nero · e6 pedone del nero · d6 pedone del nero · b6 pedone del nero · a6 pedone del nero · h7 pedone del nero · g7 pedone del nero · f7 pedone del nero · e7 alfiere del nero · d7 cavallo del nero · c7 donna del nero · b7 alfiere del nero · g8 re del nero · e8 torre del nero · c8 torre del nero | h2 pedone del bianco · g2 pedone del bianco · f2 pedone del bianco · b2 pedone del bianco · a2 pedone del bianco · e4 pedone del bianco · c4 pedone del bianco · f6 cavallo del nero · e6 pedone del nero · d6 pedone del nero · b6 pedone del nero · a6 pedone del nero · h7 pedone del nero · g7 pedone del nero · f7 pedone del nero · e7 alfiere del nero · d7 cavallo del nero · c7 donna del nero · b7 alfiere del nero · g8 re del nero · e8 torre del nero · c8 torre del nero | 2 |
| 3 | h2 pedone del bianco · g2 pedone del bianco · f2 pedone del bianco · b2 pedone del bianco · a2 pedone del bianco · e4 pedone del bianco · c4 pedone del bianco · f6 cavallo del nero · e6 pedone del nero · d6 pedone del nero · b6 pedone del nero · a6 pedone del nero · h7 pedone del nero · g7 pedone del nero · f7 pedone del nero · e7 alfiere del nero · d7 cavallo del nero · c7 donna del nero · b7 alfiere del nero · g8 re del nero · e8 torre del nero · c8 torre del nero | h2 pedone del bianco · g2 pedone del bianco · f2 pedone del bianco · b2 pedone del bianco · a2 pedone del bianco · e4 pedone del bianco · c4 pedone del bianco · f6 cavallo del nero · e6 pedone del nero · d6 pedone del nero · b6 pedone del nero · a6 pedone del nero · h7 pedone del nero · g7 pedone del nero · f7 pedone del nero · e7 alfiere del nero · d7 cavallo del nero · c7 donna del nero · b7 alfiere del nero · g8 re del nero · e8 torre del nero · c8 torre del nero | h2 pedone del bianco · g2 pedone del bianco · f2 pedone del bianco · b2 pedone del bianco · a2 pedone del bianco · e4 pedone del bianco · c4 pedone del bianco · f6 cavallo del nero · e6 pedone del nero · d6 pedone del nero · b6 pedone del nero · a6 pedone del nero · h7 pedone del nero · g7 pedone del nero · f7 pedone del nero · e7 alfiere del nero · d7 cavallo del nero · c7 donna del nero · b7 alfiere del nero · g8 re del nero · e8 torre del nero · c8 torre del nero | h2 pedone del bianco · g2 pedone del bianco · f2 pedone del bianco · b2 pedone del bianco · a2 pedone del bianco · e4 pedone del bianco · c4 pedone del bianco · f6 cavallo del nero · e6 pedone del nero · d6 pedone del nero · b6 pedone del nero · a6 pedone del nero · h7 pedone del nero · g7 pedone del nero · f7 pedone del nero · e7 alfiere del nero · d7 cavallo del nero · c7 donna del nero · b7 alfiere del nero · g8 re del nero · e8 torre del nero · c8 torre del nero | h2 pedone del bianco · g2 pedone del bianco · f2 pedone del bianco · b2 pedone del bianco · a2 pedone del bianco · e4 pedone del bianco · c4 pedone del bianco · f6 cavallo del nero · e6 pedone del nero · d6 pedone del nero · b6 pedone del nero · a6 pedone del nero · h7 pedone del nero · g7 pedone del nero · f7 pedone del nero · e7 alfiere del nero · d7 cavallo del nero · c7 donna del nero · b7 alfiere del nero · g8 re del nero · e8 torre del nero · c8 torre del nero | h2 pedone del bianco · g2 pedone del bianco · f2 pedone del bianco · b2 pedone del bianco · a2 pedone del bianco · e4 pedone del bianco · c4 pedone del bianco · f6 cavallo del nero · e6 pedone del nero · d6 pedone del nero · b6 pedone del nero · a6 pedone del nero · h7 pedone del nero · g7 pedone del nero · f7 pedone del nero · e7 alfiere del nero · d7 cavallo del nero · c7 donna del nero · b7 alfiere del nero · g8 re del nero · e8 torre del nero · c8 torre del nero | h2 pedone del bianco · g2 pedone del bianco · f2 pedone del bianco · b2 pedone del bianco · a2 pedone del bianco · e4 pedone del bianco · c4 pedone del bianco · f6 cavallo del nero · e6 pedone del nero · d6 pedone del nero · b6 pedone del nero · a6 pedone del nero · h7 pedone del nero · g7 pedone del nero · f7 pedone del nero · e7 alfiere del nero · d7 cavallo del nero · c7 donna del nero · b7 alfiere del nero · g8 re del nero · e8 torre del nero · c8 torre del nero | h2 pedone del bianco · g2 pedone del bianco · f2 pedone del bianco · b2 pedone del bianco · a2 pedone del bianco · e4 pedone del bianco · c4 pedone del bianco · f6 cavallo del nero · e6 pedone del nero · d6 pedone del nero · b6 pedone del nero · a6 pedone del nero · h7 pedone del nero · g7 pedone del nero · f7 pedone del nero · e7 alfiere del nero · d7 cavallo del nero · c7 donna del nero · b7 alfiere del nero · g8 re del nero · e8 torre del nero · c8 torre del nero | 3 |
| 4 | h2 pedone del bianco · g2 pedone del bianco · f2 pedone del bianco · b2 pedone del bianco · a2 pedone del bianco · e4 pedone del bianco · c4 pedone del bianco · f6 cavallo del nero · e6 pedone del nero · d6 pedone del nero · b6 pedone del nero · a6 pedone del nero · h7 pedone del nero · g7 pedone del nero · f7 pedone del nero · e7 alfiere del nero · d7 cavallo del nero · c7 donna del nero · b7 alfiere del nero · g8 re del nero · e8 torre del nero · c8 torre del nero | h2 pedone del bianco · g2 pedone del bianco · f2 pedone del bianco · b2 pedone del bianco · a2 pedone del bianco · e4 pedone del bianco · c4 pedone del bianco · f6 cavallo del nero · e6 pedone del nero · d6 pedone del nero · b6 pedone del nero · a6 pedone del nero · h7 pedone del nero · g7 pedone del nero · f7 pedone del nero · e7 alfiere del nero · d7 cavallo del nero · c7 donna del nero · b7 alfiere del nero · g8 re del nero · e8 torre del nero · c8 torre del nero | h2 pedone del bianco · g2 pedone del bianco · f2 pedone del bianco · b2 pedone del bianco · a2 pedone del bianco · e4 pedone del bianco · c4 pedone del bianco · f6 cavallo del nero · e6 pedone del nero · d6 pedone del nero · b6 pedone del nero · a6 pedone del nero · h7 pedone del nero · g7 pedone del nero · f7 pedone del nero · e7 alfiere del nero · d7 cavallo del nero · c7 donna del nero · b7 alfiere del nero · g8 re del nero · e8 torre del nero · c8 torre del nero | h2 pedone del bianco · g2 pedone del bianco · f2 pedone del bianco · b2 pedone del bianco · a2 pedone del bianco · e4 pedone del bianco · c4 pedone del bianco · f6 cavallo del nero · e6 pedone del nero · d6 pedone del nero · b6 pedone del nero · a6 pedone del nero · h7 pedone del nero · g7 pedone del nero · f7 pedone del nero · e7 alfiere del nero · d7 cavallo del nero · c7 donna del nero · b7 alfiere del nero · g8 re del nero · e8 torre del nero · c8 torre del nero | h2 pedone del bianco · g2 pedone del bianco · f2 pedone del bianco · b2 pedone del bianco · a2 pedone del bianco · e4 pedone del bianco · c4 pedone del bianco · f6 cavallo del nero · e6 pedone del nero · d6 pedone del nero · b6 pedone del nero · a6 pedone del nero · h7 pedone del nero · g7 pedone del nero · f7 pedone del nero · e7 alfiere del nero · d7 cavallo del nero · c7 donna del nero · b7 alfiere del nero · g8 re del nero · e8 torre del nero · c8 torre del nero | h2 pedone del bianco · g2 pedone del bianco · f2 pedone del bianco · b2 pedone del bianco · a2 pedone del bianco · e4 pedone del bianco · c4 pedone del bianco · f6 cavallo del nero · e6 pedone del nero · d6 pedone del nero · b6 pedone del nero · a6 pedone del nero · h7 pedone del nero · g7 pedone del nero · f7 pedone del nero · e7 alfiere del nero · d7 cavallo del nero · c7 donna del nero · b7 alfiere del nero · g8 re del nero · e8 torre del nero · c8 torre del nero | h2 pedone del bianco · g2 pedone del bianco · f2 pedone del bianco · b2 pedone del bianco · a2 pedone del bianco · e4 pedone del bianco · c4 pedone del bianco · f6 cavallo del nero · e6 pedone del nero · d6 pedone del nero · b6 pedone del nero · a6 pedone del nero · h7 pedone del nero · g7 pedone del nero · f7 pedone del nero · e7 alfiere del nero · d7 cavallo del nero · c7 donna del nero · b7 alfiere del nero · g8 re del nero · e8 torre del nero · c8 torre del nero | h2 pedone del bianco · g2 pedone del bianco · f2 pedone del bianco · b2 pedone del bianco · a2 pedone del bianco · e4 pedone del bianco · c4 pedone del bianco · f6 cavallo del nero · e6 pedone del nero · d6 pedone del nero · b6 pedone del nero · a6 pedone del nero · h7 pedone del nero · g7 pedone del nero · f7 pedone del nero · e7 alfiere del nero · d7 cavallo del nero · c7 donna del nero · b7 alfiere del nero · g8 re del nero · e8 torre del nero · c8 torre del nero | 4 |
| 5 | h2 pedone del bianco · g2 pedone del bianco · f2 pedone del bianco · b2 pedone del bianco · a2 pedone del bianco · e4 pedone del bianco · c4 pedone del bianco · f6 cavallo del nero · e6 pedone del nero · d6 pedone del nero · b6 pedone del nero · a6 pedone del nero · h7 pedone del nero · g7 pedone del nero · f7 pedone del nero · e7 alfiere del nero · d7 cavallo del nero · c7 donna del nero · b7 alfiere del nero · g8 re del nero · e8 torre del nero · c8 torre del nero | h2 pedone del bianco · g2 pedone del bianco · f2 pedone del bianco · b2 pedone del bianco · a2 pedone del bianco · e4 pedone del bianco · c4 pedone del bianco · f6 cavallo del nero · e6 pedone del nero · d6 pedone del nero · b6 pedone del nero · a6 pedone del nero · h7 pedone del nero · g7 pedone del nero · f7 pedone del nero · e7 alfiere del nero · d7 cavallo del nero · c7 donna del nero · b7 alfiere del nero · g8 re del nero · e8 torre del nero · c8 torre del nero | h2 pedone del bianco · g2 pedone del bianco · f2 pedone del bianco · b2 pedone del bianco · a2 pedone del bianco · e4 pedone del bianco · c4 pedone del bianco · f6 cavallo del nero · e6 pedone del nero · d6 pedone del nero · b6 pedone del nero · a6 pedone del nero · h7 pedone del nero · g7 pedone del nero · f7 pedone del nero · e7 alfiere del nero · d7 cavallo del nero · c7 donna del nero · b7 alfiere del nero · g8 re del nero · e8 torre del nero · c8 torre del nero | h2 pedone del bianco · g2 pedone del bianco · f2 pedone del bianco · b2 pedone del bianco · a2 pedone del bianco · e4 pedone del bianco · c4 pedone del bianco · f6 cavallo del nero · e6 pedone del nero · d6 pedone del nero · b6 pedone del nero · a6 pedone del nero · h7 pedone del nero · g7 pedone del nero · f7 pedone del nero · e7 alfiere del nero · d7 cavallo del nero · c7 donna del nero · b7 alfiere del nero · g8 re del nero · e8 torre del nero · c8 torre del nero | h2 pedone del bianco · g2 pedone del bianco · f2 pedone del bianco · b2 pedone del bianco · a2 pedone del bianco · e4 pedone del bianco · c4 pedone del bianco · f6 cavallo del nero · e6 pedone del nero · d6 pedone del nero · b6 pedone del nero · a6 pedone del nero · h7 pedone del nero · g7 pedone del nero · f7 pedone del nero · e7 alfiere del nero · d7 cavallo del nero · c7 donna del nero · b7 alfiere del nero · g8 re del nero · e8 torre del nero · c8 torre del nero | h2 pedone del bianco · g2 pedone del bianco · f2 pedone del bianco · b2 pedone del bianco · a2 pedone del bianco · e4 pedone del bianco · c4 pedone del bianco · f6 cavallo del nero · e6 pedone del nero · d6 pedone del nero · b6 pedone del nero · a6 pedone del nero · h7 pedone del nero · g7 pedone del nero · f7 pedone del nero · e7 alfiere del nero · d7 cavallo del nero · c7 donna del nero · b7 alfiere del nero · g8 re del nero · e8 torre del nero · c8 torre del nero | h2 pedone del bianco · g2 pedone del bianco · f2 pedone del bianco · b2 pedone del bianco · a2 pedone del bianco · e4 pedone del bianco · c4 pedone del bianco · f6 cavallo del nero · e6 pedone del nero · d6 pedone del nero · b6 pedone del nero · a6 pedone del nero · h7 pedone del nero · g7 pedone del nero · f7 pedone del nero · e7 alfiere del nero · d7 cavallo del nero · c7 donna del nero · b7 alfiere del nero · g8 re del nero · e8 torre del nero · c8 torre del nero | h2 pedone del bianco · g2 pedone del bianco · f2 pedone del bianco · b2 pedone del bianco · a2 pedone del bianco · e4 pedone del bianco · c4 pedone del bianco · f6 cavallo del nero · e6 pedone del nero · d6 pedone del nero · b6 pedone del nero · a6 pedone del nero · h7 pedone del nero · g7 pedone del nero · f7 pedone del nero · e7 alfiere del nero · d7 cavallo del nero · c7 donna del nero · b7 alfiere del nero · g8 re del nero · e8 torre del nero · c8 torre del nero | 5 |
| 6 | h2 pedone del bianco · g2 pedone del bianco · f2 pedone del bianco · b2 pedone del bianco · a2 pedone del bianco · e4 pedone del bianco · c4 pedone del bianco · f6 cavallo del nero · e6 pedone del nero · d6 pedone del nero · b6 pedone del nero · a6 pedone del nero · h7 pedone del nero · g7 pedone del nero · f7 pedone del nero · e7 alfiere del nero · d7 cavallo del nero · c7 donna del nero · b7 alfiere del nero · g8 re del nero · e8 torre del nero · c8 torre del nero | h2 pedone del bianco · g2 pedone del bianco · f2 pedone del bianco · b2 pedone del bianco · a2 pedone del bianco · e4 pedone del bianco · c4 pedone del bianco · f6 cavallo del nero · e6 pedone del nero · d6 pedone del nero · b6 pedone del nero · a6 pedone del nero · h7 pedone del nero · g7 pedone del nero · f7 pedone del nero · e7 alfiere del nero · d7 cavallo del nero · c7 donna del nero · b7 alfiere del nero · g8 re del nero · e8 torre del nero · c8 torre del nero | h2 pedone del bianco · g2 pedone del bianco · f2 pedone del bianco · b2 pedone del bianco · a2 pedone del bianco · e4 pedone del bianco · c4 pedone del bianco · f6 cavallo del nero · e6 pedone del nero · d6 pedone del nero · b6 pedone del nero · a6 pedone del nero · h7 pedone del nero · g7 pedone del nero · f7 pedone del nero · e7 alfiere del nero · d7 cavallo del nero · c7 donna del nero · b7 alfiere del nero · g8 re del nero · e8 torre del nero · c8 torre del nero | h2 pedone del bianco · g2 pedone del bianco · f2 pedone del bianco · b2 pedone del bianco · a2 pedone del bianco · e4 pedone del bianco · c4 pedone del bianco · f6 cavallo del nero · e6 pedone del nero · d6 pedone del nero · b6 pedone del nero · a6 pedone del nero · h7 pedone del nero · g7 pedone del nero · f7 pedone del nero · e7 alfiere del nero · d7 cavallo del nero · c7 donna del nero · b7 alfiere del nero · g8 re del nero · e8 torre del nero · c8 torre del nero | h2 pedone del bianco · g2 pedone del bianco · f2 pedone del bianco · b2 pedone del bianco · a2 pedone del bianco · e4 pedone del bianco · c4 pedone del bianco · f6 cavallo del nero · e6 pedone del nero · d6 pedone del nero · b6 pedone del nero · a6 pedone del nero · h7 pedone del nero · g7 pedone del nero · f7 pedone del nero · e7 alfiere del nero · d7 cavallo del nero · c7 donna del nero · b7 alfiere del nero · g8 re del nero · e8 torre del nero · c8 torre del nero | h2 pedone del bianco · g2 pedone del bianco · f2 pedone del bianco · b2 pedone del bianco · a2 pedone del bianco · e4 pedone del bianco · c4 pedone del bianco · f6 cavallo del nero · e6 pedone del nero · d6 pedone del nero · b6 pedone del nero · a6 pedone del nero · h7 pedone del nero · g7 pedone del nero · f7 pedone del nero · e7 alfiere del nero · d7 cavallo del nero · c7 donna del nero · b7 alfiere del nero · g8 re del nero · e8 torre del nero · c8 torre del nero | h2 pedone del bianco · g2 pedone del bianco · f2 pedone del bianco · b2 pedone del bianco · a2 pedone del bianco · e4 pedone del bianco · c4 pedone del bianco · f6 cavallo del nero · e6 pedone del nero · d6 pedone del nero · b6 pedone del nero · a6 pedone del nero · h7 pedone del nero · g7 pedone del nero · f7 pedone del nero · e7 alfiere del nero · d7 cavallo del nero · c7 donna del nero · b7 alfiere del nero · g8 re del nero · e8 torre del nero · c8 torre del nero | h2 pedone del bianco · g2 pedone del bianco · f2 pedone del bianco · b2 pedone del bianco · a2 pedone del bianco · e4 pedone del bianco · c4 pedone del bianco · f6 cavallo del nero · e6 pedone del nero · d6 pedone del nero · b6 pedone del nero · a6 pedone del nero · h7 pedone del nero · g7 pedone del nero · f7 pedone del nero · e7 alfiere del nero · d7 cavallo del nero · c7 donna del nero · b7 alfiere del nero · g8 re del nero · e8 torre del nero · c8 torre del nero | 6 |
| 7 | h2 pedone del bianco · g2 pedone del bianco · f2 pedone del bianco · b2 pedone del bianco · a2 pedone del bianco · e4 pedone del bianco · c4 pedone del bianco · f6 cavallo del nero · e6 pedone del nero · d6 pedone del nero · b6 pedone del nero · a6 pedone del nero · h7 pedone del nero · g7 pedone del nero · f7 pedone del nero · e7 alfiere del nero · d7 cavallo del nero · c7 donna del nero · b7 alfiere del nero · g8 re del nero · e8 torre del nero · c8 torre del nero | h2 pedone del bianco · g2 pedone del bianco · f2 pedone del bianco · b2 pedone del bianco · a2 pedone del bianco · e4 pedone del bianco · c4 pedone del bianco · f6 cavallo del nero · e6 pedone del nero · d6 pedone del nero · b6 pedone del nero · a6 pedone del nero · h7 pedone del nero · g7 pedone del nero · f7 pedone del nero · e7 alfiere del nero · d7 cavallo del nero · c7 donna del nero · b7 alfiere del nero · g8 re del nero · e8 torre del nero · c8 torre del nero | h2 pedone del bianco · g2 pedone del bianco · f2 pedone del bianco · b2 pedone del bianco · a2 pedone del bianco · e4 pedone del bianco · c4 pedone del bianco · f6 cavallo del nero · e6 pedone del nero · d6 pedone del nero · b6 pedone del nero · a6 pedone del nero · h7 pedone del nero · g7 pedone del nero · f7 pedone del nero · e7 alfiere del nero · d7 cavallo del nero · c7 donna del nero · b7 alfiere del nero · g8 re del nero · e8 torre del nero · c8 torre del nero | h2 pedone del bianco · g2 pedone del bianco · f2 pedone del bianco · b2 pedone del bianco · a2 pedone del bianco · e4 pedone del bianco · c4 pedone del bianco · f6 cavallo del nero · e6 pedone del nero · d6 pedone del nero · b6 pedone del nero · a6 pedone del nero · h7 pedone del nero · g7 pedone del nero · f7 pedone del nero · e7 alfiere del nero · d7 cavallo del nero · c7 donna del nero · b7 alfiere del nero · g8 re del nero · e8 torre del nero · c8 torre del nero | h2 pedone del bianco · g2 pedone del bianco · f2 pedone del bianco · b2 pedone del bianco · a2 pedone del bianco · e4 pedone del bianco · c4 pedone del bianco · f6 cavallo del nero · e6 pedone del nero · d6 pedone del nero · b6 pedone del nero · a6 pedone del nero · h7 pedone del nero · g7 pedone del nero · f7 pedone del nero · e7 alfiere del nero · d7 cavallo del nero · c7 donna del nero · b7 alfiere del nero · g8 re del nero · e8 torre del nero · c8 torre del nero | h2 pedone del bianco · g2 pedone del bianco · f2 pedone del bianco · b2 pedone del bianco · a2 pedone del bianco · e4 pedone del bianco · c4 pedone del bianco · f6 cavallo del nero · e6 pedone del nero · d6 pedone del nero · b6 pedone del nero · a6 pedone del nero · h7 pedone del nero · g7 pedone del nero · f7 pedone del nero · e7 alfiere del nero · d7 cavallo del nero · c7 donna del nero · b7 alfiere del nero · g8 re del nero · e8 torre del nero · c8 torre del nero | h2 pedone del bianco · g2 pedone del bianco · f2 pedone del bianco · b2 pedone del bianco · a2 pedone del bianco · e4 pedone del bianco · c4 pedone del bianco · f6 cavallo del nero · e6 pedone del nero · d6 pedone del nero · b6 pedone del nero · a6 pedone del nero · h7 pedone del nero · g7 pedone del nero · f7 pedone del nero · e7 alfiere del nero · d7 cavallo del nero · c7 donna del nero · b7 alfiere del nero · g8 re del nero · e8 torre del nero · c8 torre del nero | h2 pedone del bianco · g2 pedone del bianco · f2 pedone del bianco · b2 pedone del bianco · a2 pedone del bianco · e4 pedone del bianco · c4 pedone del bianco · f6 cavallo del nero · e6 pedone del nero · d6 pedone del nero · b6 pedone del nero · a6 pedone del nero · h7 pedone del nero · g7 pedone del nero · f7 pedone del nero · e7 alfiere del nero · d7 cavallo del nero · c7 donna del nero · b7 alfiere del nero · g8 re del nero · e8 torre del nero · c8 torre del nero | 7 |
| 8 | h2 pedone del bianco · g2 pedone del bianco · f2 pedone del bianco · b2 pedone del bianco · a2 pedone del bianco · e4 pedone del bianco · c4 pedone del bianco · f6 cavallo del nero · e6 pedone del nero · d6 pedone del nero · b6 pedone del nero · a6 pedone del nero · h7 pedone del nero · g7 pedone del nero · f7 pedone del nero · e7 alfiere del nero · d7 cavallo del nero · c7 donna del nero · b7 alfiere del nero · g8 re del nero · e8 torre del nero · c8 torre del nero | h2 pedone del bianco · g2 pedone del bianco · f2 pedone del bianco · b2 pedone del bianco · a2 pedone del bianco · e4 pedone del bianco · c4 pedone del bianco · f6 cavallo del nero · e6 pedone del nero · d6 pedone del nero · b6 pedone del nero · a6 pedone del nero · h7 pedone del nero · g7 pedone del nero · f7 pedone del nero · e7 alfiere del nero · d7 cavallo del nero · c7 donna del nero · b7 alfiere del nero · g8 re del nero · e8 torre del nero · c8 torre del nero | h2 pedone del bianco · g2 pedone del bianco · f2 pedone del bianco · b2 pedone del bianco · a2 pedone del bianco · e4 pedone del bianco · c4 pedone del bianco · f6 cavallo del nero · e6 pedone del nero · d6 pedone del nero · b6 pedone del nero · a6 pedone del nero · h7 pedone del nero · g7 pedone del nero · f7 pedone del nero · e7 alfiere del nero · d7 cavallo del nero · c7 donna del nero · b7 alfiere del nero · g8 re del nero · e8 torre del nero · c8 torre del nero | h2 pedone del bianco · g2 pedone del bianco · f2 pedone del bianco · b2 pedone del bianco · a2 pedone del bianco · e4 pedone del bianco · c4 pedone del bianco · f6 cavallo del nero · e6 pedone del nero · d6 pedone del nero · b6 pedone del nero · a6 pedone del nero · h7 pedone del nero · g7 pedone del nero · f7 pedone del nero · e7 alfiere del nero · d7 cavallo del nero · c7 donna del nero · b7 alfiere del nero · g8 re del nero · e8 torre del nero · c8 torre del nero | h2 pedone del bianco · g2 pedone del bianco · f2 pedone del bianco · b2 pedone del bianco · a2 pedone del bianco · e4 pedone del bianco · c4 pedone del bianco · f6 cavallo del nero · e6 pedone del nero · d6 pedone del nero · b6 pedone del nero · a6 pedone del nero · h7 pedone del nero · g7 pedone del nero · f7 pedone del nero · e7 alfiere del nero · d7 cavallo del nero · c7 donna del nero · b7 alfiere del nero · g8 re del nero · e8 torre del nero · c8 torre del nero | h2 pedone del bianco · g2 pedone del bianco · f2 pedone del bianco · b2 pedone del bianco · a2 pedone del bianco · e4 pedone del bianco · c4 pedone del bianco · f6 cavallo del nero · e6 pedone del nero · d6 pedone del nero · b6 pedone del nero · a6 pedone del nero · h7 pedone del nero · g7 pedone del nero · f7 pedone del nero · e7 alfiere del nero · d7 cavallo del nero · c7 donna del nero · b7 alfiere del nero · g8 re del nero · e8 torre del nero · c8 torre del nero | h2 pedone del bianco · g2 pedone del bianco · f2 pedone del bianco · b2 pedone del bianco · a2 pedone del bianco · e4 pedone del bianco · c4 pedone del bianco · f6 cavallo del nero · e6 pedone del nero · d6 pedone del nero · b6 pedone del nero · a6 pedone del nero · h7 pedone del nero · g7 pedone del nero · f7 pedone del nero · e7 alfiere del nero · d7 cavallo del nero · c7 donna del nero · b7 alfiere del nero · g8 re del nero · e8 torre del nero · c8 torre del nero | h2 pedone del bianco · g2 pedone del bianco · f2 pedone del bianco · b2 pedone del bianco · a2 pedone del bianco · e4 pedone del bianco · c4 pedone del bianco · f6 cavallo del nero · e6 pedone del nero · d6 pedone del nero · b6 pedone del nero · a6 pedone del nero · h7 pedone del nero · g7 pedone del nero · f7 pedone del nero · e7 alfiere del nero · d7 cavallo del nero · c7 donna del nero · b7 alfiere del nero · g8 re del nero · e8 torre del nero · c8 torre del nero | 8 |
|   | h | g | f | e | d | c | b | a |   |

Negli scacchi, è chiamato Hedgehog (riccio in inglese) un sistema di sviluppo adottato dal Nero che può derivare da diverse aperture, ma principalmente dalla difesa siciliana e dalla variante simmetrica della partita inglese. 
Il Nero cambia il suo pedone in c5 con quello del Bianco in d4, poi dispone i suoi pedoni sulle case a6, b6, d6, ed e6. Questi pedoni formano una sorta di barriera dietro la quale il Nero sviluppa i suoi pezzi. Tipicamente, gli alfieri vengono sviluppati in b7 ed e7, i cavalli in f6 e d7, la donna in c7 e le torri in e8 e c8 (oppure d8 e c8). 
Ne risulta una posizione ristretta per il Nero, ma dotata di una notevole energia latente, che può essere sprigionata se il Nero può giocare a un certo punto ...b5 oppure ...d5. Tali spinte di pedone risultano particolarmente efficaci in quanto di solito il Bianco dispone i suoi pedoni in e4 e c4 (sistema Maróczy).
Questo sistema di gioco è simile alla difesa ippopotamo, con la differenza che il Nero sviluppa l'alfiere camposcuro in e7 anziché in g7, e il cavallo g8 in f6 anziché in e7. 
La difesa Hedgehog, o difesa riccio, si riferisce in particolare a una continuazione della variante simmetrica della partita inglese:

1.c4 c5 2.Cf3 Cf6 3.g3 b6 4.Ag2 Ab7 5.Cc3 e6 6.0-0 Ae7 7.d4 cxd4 8.Dxd4 d6
Nei primi anni '70 si usava il termine "hedgehog" per qualsiasi posizione ristretta, difensiva e difficile da attaccare, ma oggi si intende con esso solo il sistema di sviluppo del Nero sopra descritto.
Tra i giocatori che hanno adottato con frequenza questo sistema si possono citare Bent Larsen, Mark Tajmanov e Ulf Andersson. Nel torneo di Milano 1975, Andersson inflisse con esso ad Anatolij Karpov (vincitore del torneo) la prima sconfitta da quando era diventato campione del mondo. È stata anche l'unica vittoria di Andersson in 42 partite giocate contro Karpov (+1 –12 =29).